# 沙鹿海牙
沙鹿海牙（Shahrokia，Shahrokhia），西域古地名，据陈诚《西域番国志》，沙鹿海牙在撒马儿罕东五百里的小山上，西北临“火站河”（Khojend）。“火站”即忽氈，火站河今为锡尔河，古时称为“忽氈河”。印度莫卧尔帝国的开国苏丹巴卑尔，11岁继承父亲的王位，在锡尔河上游费尔干纳称王。在他所著的《苏丹巴卑尔回忆录》中，对锡尔河、沙鹿海牙有比较详细的描述：锡尔河又称忽氈河，从东北方向往西穿过费尔干纳盆地，锡尔河南有忽氈城，這兒是元世祖權臣阿合馬的故鄉。也是屈出律拓地最遠之地。
河的北岸有芬纳克特城，现称沙鹿海牙，由此向北没入流沙之中。由此可知沙鹿海牙离忽氈不远，与其隔河相望。
根据阿拉伯史家的记述，帖木儿为了抵御西辽，命人在西珲河（即锡尔河）边营建堡垒城，建成之日，适逢第四子沙哈鲁诞生，便将城名为“沙哈鲁城”（Shahrokia），因为城在对岸，所以又建造一座浮桥，连通两岸。
1404年，帖木儿准备进攻中国，令大军结集于塔什干、塞拉木和沙鹿海牙。帖木儿后病逝军中。
明朝永乐十一年（1413年）吏部验封司员外郎陈诚、苑马寺清河监副李暹出使西域，前往帖木儿帝国首都哈烈时，曾取道阿力马力、哈拉乌只、赛兰城、达失干、沙鹿黑叶、撒马儿罕等帖木儿帝国属地陈诚经过沙鹿海牙时浮桥还在：“沙鹿海牙城，在撒马儿罕之东，相去五百余里，西北临山与河……水势冲急，架浮梁以过渡，亦有小舟。南边山近，三面平川，城广十余里，人烟繁庶，依崖谷而居”。陈诚还说，此地有一种高一二尺，遍身荆棘，叶细如兰的小草，朝露凝集叶子上，甘如饧密，可熬成糖。
陈诚过沙鹿海牙时正逢早秋，作诗一首，题为《沙鹿海牙城》：“山势南来水北流，水边城过倚山丘，野人撩乱迎天使，官渡纵横系客舟。万里严程沙塞远，千年遗事简编留，蒹葭两岸风萧瑟，又送寒声报早秋。”。
1416年沙哈鲁之子，兀魯伯（Ulugh Beg），在前往撒马儿罕途中，由沙鹿海牙渡西珲河（锡尔河）。
1447年沙哈鲁在前往波斯途中病故，由子兀魯伯继承王位。1461年兀魯伯之子阿伯都尔剌提夫（Abdullatif）反叛，兀魯伯逃往沙鹿海牙城堡避难。
1461年阿伯都尔剌提夫之子密尔扎·默罕默德·居基和呼罗珊苏丹发生战事，居基坚守在沙鹿海牙堡垒之中，堡垒三面环水，后有小山，固若金汤。直到1463年，呼罗珊苏丹大军围城长达一年之久，沙鹿海牙城堡方才投降。
1497年费尔干纳谷地王巴卑尔，攻占乌兹别克可汗昔班尼（Muhammad Shaybani）领地撒马儿罕。1501年昔班尼夺回撒马儿汗，渡锡尔河，毁灭了沙鹿海牙。
今日古城沙鹿海牙已不存在。

## 外部連結
[在维基数据编辑]
 《欽定古今圖書集成·方輿彙編·邊裔典·沙鹿海牙部》，出自陈梦雷《古今圖書集成》
 《明史卷三百三十二》，出自《明史》